# Блэк-Лейк (озеро, Саскачеван)
Озеро Блэк-Лейк (англ. Black Lake) — Черное озеро — озеро в провинции Саскачеван в Канаде. Расположено на севере провинции севернее озера Кри и восточнее озера Атабаска. Одно из больших озёр Канады — площадь водной поверхности 428 км², общая площадь — 464 км², одиннадцатое по величине озеро в провинции Саскачеван. Высота над уровнем моря 281 метр.
Питание от озера Кри через одноимённую реку с юга, от озера Вулластон через реку Фон-дю-Лак с юго-востока, от озера Селуин через реку Чипмэн с севера. В озеро также впадает небольшая река Саутер. Сток из озера по реке Фон-дю-Лак на запад в озеро Атабаска (бассейн реки Маккензи). В озере множество мелких островов и только один крупный — остров Фир, общая площадь островов 36 км². Посёлок Блэк-Лейк находится на северо-западном берегу озера близ истока реки Фон-дю-Лак. Большая часть жителей — индейцы дене, общая численность населения составила в 2006 году 1150 человек
Породы рыб, обитающих в озере: судак, северная щука, озёрная форель, хариус.